# Sofia Curtis
 Sofia Curtis  es un personaje sobre el drama de la CBS,  CSI: Crime Scene Investigation .  Ella es interpretada por la actriz británica Louise Lombard.

## De fondo
Sofía fue introducida en el episodio de la quinta temporada "Trámites".  Más tarde se explica en el episodio seis de temporada "Cuerpos en movimiento" que, aunque calificó a convertirse en un detective, el sheriff "extrae sus papeles" y le asigna a CSI debido a sus habilidades de laboratorio.  Debido a una lucha en la oficina política, Conrad Ecklie le había degradado de actuando supervisor del turno de día (episodio "Mea Culpa" de la temporada 5) turno de noche; posteriormente pensó acerca de dejar de fumar. Gil Grissom le habló a permanecer, y en la temporada seis ella reanudó su trazado original de la carrera y regresó a la policía trabajan como un detective, como su madre.  Originalmente tomó una posición en la ciudad de Boulder, pero transferido de vuelta a Las en el primer episodio de la sexta temporada.  En el episodio de dos partes "A Bullet Runs Through It", ella cree que ella puede tener accidentalmente shot y mató adjunto Daniel Bell en un tiroteo silvestre con traficantes de drogas.  El tiroteo hace que su gran ansiedad y estrés emocional, pero la investigación forense, eventualmente, demostró que el capitán Jim Brass era el tirador accidental (el oficial tenía involuntariamente levantó en línea de latón de fuego). Más tarde, Curtis se horroriza al descubrir que ella había realmente visto un policía encubierto morir en la cámara de la intoxicación por monóxido de carbono. Aunque ella toma con más calma que el incidente con Bell adjunto, ella todavía se siente responsable de la muerte del funcionario (episodio "Monster in the Box" de la temporada 7).
Al comienzo de la séptima temporada, Sofía se convierte en un miembro de elenco principal. En la octava temporada, fue reemplazada por David Hodges, interpretado por Wallace Langham. En el estreno de la temporada 8, sin embargo, aparece como una estrella invitada especial. Su estado es desconocido después de episodio 1 de la temporada 8.

## Relaciones
En la serie, la madre de Sofia es capitana del Departamento de Policía de Las Vegas; ella ha significado que su madre desaprueba el sheriff esencialmente redacción de ella para ser un CSI y que ella aspira a la altura de la reputación de su madre. (De cuerpos en movimiento)
Sofía parecía estar interesada en Gil Grissom en la quinta temporada, ya que cenaban juntos, pero al final su relación ha permanecido como algo platónico. A veces Sara veía a ella y Grissom reír juntos lo cual despertaba celos en ella.   
A pesar de la tensión que al principio había, ella y Sara Sidle a menudo trabajan juntas en el campo. Ellas discutieron en el episodio de la sexta temporada  A Bullet Runs Through It  con Sofia renacida en Gil Grissom acerca de su sentido de culpabilidad.  Sara señaló que legalmente, Sofía no debe discutir el caso con Gil, quien estaba investigando, mientras que Sofía sintió que ella no había nadie más a quien ella podría girar.  Sin embargo, son amistosas en episodios posteriores.
- Datos: Q939618